# Саркофаг царя Ахирама
Саркофаг царя Ахирама — базальтовая гробница царя Библа Ахирама, известного только по надписи с этой гробницы.
В то время как о самом Ахираме ничего не известно, большой научный интерес представляет финикийская надпись на его гробнице, возможно самая ранняя из написанных буквами.
Иногда Ахирама отождествляют с современником библейских Давида и Соломона, царем Тира и Библа Ахирамом Великим, однако без должного обоснования. Время жизни Ахирама, известного по саркофагу, варьируется в широком диапазоне от XIII до VII века до н. э. Не следует путать базальтовый саркофаг с древнефиникийской надписью с туристической достопримечательностью, известковой гробницей Хирама под открытым небом, расположенной посередине пути из Тира в Кану.

## История открытия саркофага
В 1923 г. французский египтолог Пьер Монте при раскопках царских погребений древнего финикийского города Библа обнаружил в одном из склепов каменный саркофаг. Сейчас он хранится в Национальном музее Бейрута, столице Ливана. На стенках саркофага изображены скорбящие женщины и гости, преподносящие дары царю, восседающему на высоком троне. Но примечателен саркофаг (длиной в 2,3 м) прежде всего надписью, которая опоясывает крышку и выполнена финикийскими либо древнеханаанейскими буквами. Эта надпись породила споры в научных кругах о зарождении и эволюции фонетического алфавита.
Первооткрыватель саркофага Пьер Монте датировал надпись XIII веком до н. э., и долгое время надпись считалась наиболее ранней надписью, написанной финикийскими буквами, от которых позже произошло большинство современных алфавитов. Датировка основывается на вазе с иероглифическим рисунком фараона Рамзеса II (правил в XIII в. до н. э.).
Однако в том же склепе, где находился саркофаг, были обнаружены посуда с Кипра, сделанная в стиле VII в. до н. э., а также вещицы Микенской цивилизации, датируемые Дюссо (Dussaud) 1300—1200 гг. до н. э.
Исследователи разошлись во мнениях относительно древности саркофага. Одни отстаивают XIII в. до н. э., выдвигая аргумент, что утварь VII в. до н. э. занесли древние грабители, а другие настаивают, что склеп вскоре после захоронения был разграблен в конце VII в. до н. э. солдатами вавилонского царя Навуходоносора II после победы над египтянами в битве при Каркемише в 605 до н. э. Цари Библа, согласно найденной в склепе вазе, были союзниками египтян и пострадали за это.
Интерес представляет техника захоронения в склепе. В шахту глубиной 11 м засыпали доверху песка, поверх которого поставили саркофаг. Затем песок выгребали, пока саркофаг не опустился на дно в погребальную камеру.

## Надпись
Различные исследователи относят надпись к XI—X вв. до н. э., опираясь на фонетическую конструкцию, архаичное написание букв и сравнение с известными финикийскими надписями библских царей Абибаала (Abi-baal, X в. до н. э.) и Элибаала (Eli-baal, IX в. до н. э.). Если бы надпись Ахирама была выполнена в XIII веке до н. э., то, приводится аргумент, начертание букв было бы другим. В настоящее время существует консенсус, что надпись на саркофаге сделана около 1000 года до н. э., хотя окончательная точка в споре не поставлена. Финикийские буквы вырезаны поверх более ранней стертой надписи, остатки которой сохранились, что вносит проблему в датировку как надписи, так и времени жизни царя Ахирама и его сына.
Возможный перевод надписи:

«Гробница, которую Иттобал, сын Ахирама, царя Гвала [Библа], сделал отцу для его обители в вечности. И если какой-нибудь царь или иной правитель или любой военачальник нападёт и откроет гробницу, пусть его властный скипетр сломается, пусть его царский трон перевернется, и пусть мир покинет Гвал; что до него самого, пусть от него не останется даже надписей.»